# Liste des évêques de Chalon-sur-Saône
Ne doit pas être confondu avec Liste des évêques de Châlons-en-Champagne.
Liste des évêques de Chalon-sur-Saône

## Antiquité
- ~346 : Donatien
- Paul Ier l’Ancien
- ~470 : Paul II le Jeune
- Jean Ier
- ~484 : Tranquille

## Moyen Âge

### Haut Moyen Âge
- ~517-526 : saint Sylvestre de Chalon-sur-Saône
- 526-532 : Didier[1]
- ~532-580 : saint Agricole de Chalon
- 580-~595 : Flavius
- 601-602 : saint Loup de Chalon-sur-Saône
- 603 : Wandelin
- 641 : Gélion
- saint Grat de Chalon-sur-Saône
- 666 : Desiré (Didon)
- Antistius
- Amblacus
- 779 : Hubert
- ~813-~838 : Fova (Faof)
- Milon
- ~853-~860 : Godescalc
- ~864-~885 : Gerbaud
- 885 : Warnulf ?
- 886-889 : Étienne
- 889-~925 : Ardrad
- Axoran
- Stactée
- Durand Ier
- 944 : Hildebold
- 961 : Frotgaire
- 977-986 : Raoul

### Moyen Âge central
- 994-1017 : Lambert, participe au concile d'Anse[2]
- 1017-1040 : Geoffroy Ier
- 1040 : Hugues Ier
- 1044-~1058 : Guy Ier
- ~1058-1072 : Aicard
- 1072-~1078 : Rocrène(Roderic)
- 1080-1121 : Gautier Ier. Il donne l'église de Bouhans à l'abbaye Saint-Marcel-lès-Chalon en 1114[3]
- 1121-1126 : Gothaud
- ~1128-~1156 : Gautier de Sercy
- ~1158-~1173 : Pierre Ier
- ~1178-1183 : Engilbert[4]
- 1185-1215 : Robert Ier
- 1215-1231 : Durand II, chanoine-comte de Lyon[5].
- 1231-1245 : Guillaume de La Tour
- 1245-1261 : Alexandre de Bourgogne-Montaigu
- 1261-1264 : Thibaud
- 1264-1269 : Guy de Sennecey
- 1269-1273 : Ponce de Sissey
- 1273-1294 : Guillaume du Blé
- 1294-1301 : Guillaume de Bellevesvre

### Bas Moyen Âge
- 1302-1315 : Robert de Decize
- 1315-1333 : Berthaud de La Chapelle de Villiers
- 1333-1342 : Hugue de Corrabeuf, ou Hugues de Corabeuf ou Corraboeuf et Coraboeuf.
- 1342-1345 : Pierre de Chalon
- 1346-1351 : Jean Aubryot
- 1351-1353 : Renaud
- 1354-1357 : Jean de Mello
- 1357-1361 : Jean Germain Ier
- 1361-1370 : Jean de Saint-Just
- 1371-1372 : Jean de Salornay
- 1373-1374 : Geoffroy de Saligny
- 1374-1386 : Nicolas de Vères
- 1386-1387 : Guillaume de Saligny
- 1387-1405 : Olivier de Martreuil
- 1405-1408 : Jean de La Coste
- 1409-1413 : Philibert de Saulx
- 1413-1416 : Jean d’Arsonval
- 1416-1431 : Hugues des Orges
- 1431-1436 : Jean Rolin
- 1436-1461 : Jean Germain II, conseiller du duc de Bourgogne Philippe le Bon, premier chancelier de l'ordre de la Toison d'or
- 1461-1480 : Jean de Poupet
- 1480-1503 : André de Poupet

## Époque moderne
- 1503-1531 : Jean de Poupet de La Chaux
- 1531-1552 : Antoine de Vienne 1531-8 février 1552[6]
- 1553-1561 : Louis Guillart, évêque de Senlis, du 17 juillet 1560 à 1561 prieur commendataire de l'abbaye Saint-Magloire de Léhon de 1558 à 1560
- 1561-1573 : Antoine Herlault (Erlaut), confesseur de Catherine de Médicis
- 1573-1578 : Jacques Fouré
- 1578-1594 : Pontus (Pons) de Thiard de Bissy
- 1594-1624 : Cyrus de Thiard de Bissy
- 1624-1658 : Jacques de Neuchèze
- 1658-1677 : Jean de Maupeou
- 1677-1711 : Henri Félix de Tassy
- 1711-1753 : François de Madot
- 1753-1772 : Louis-Henri de Rochefort d'Ally
- 1772-1781 : Joseph-François d’Andigné de la Chasse
- 1781-1801 : Jean-Baptiste du Chilleau, dernier évêque de Chalon-Sur-Sâone.

Le diocèse est supprimé par le pape Pie VII en 1801.